# Eduardo Pardo
Eduardo Pardo (Sucre, Bolivia; 5 de mayo de 1953-La Habana, Cuba; 13 de febrero de 2022) fue un economista, catedrático y diplomático boliviano que se desempeñó como Embajador de Bolivia en Cuba desde el 21 de julio de 2021 hasta el 13 de febrero de 2022 durante el gobierno de Luis Arce.

## Biografía
Nació en la ciudad de Sucre el 5 de mayo de 1953. Salió bachiller el año 1970. Continuó con sus estudios profesionales, ingresando a estudiar la carrera de economía en la Universidad San Francisco Xavier de Chuquisaca (USXCH) de donde se graduó como economista de profesión durante la década de 1970.
En 1988, Pardo ingresó a trabajar al Banco Central de Bolivia (BCB) donde llegó a ser el subgerente de Reservas, en la Gerencia de Operaciones Internacionales. Estuvo ahí por más de 18 años y cabe mencionar que durante ese lapso de tiempo, Pardo llegaría a  conocer a Luis Arce Catacora quien también trabajaba como funcionario público en el BCB durante aquella época.

### Gerente general del Banco Central de Bolivia
El año 2006 el directorio del banco BCB decide elegir por unanimidad a Eduardo Pardo como el nuevo gerente general de dicha entidad financiera (la más importante del país) en reemplazo de Javier Antonio Marinaro Moscoso a quien se le acusó en esa época de incurrir en el delito de tráfico de influencias al vender cargos en dicha institución financiera. Se desempeñó también como catedrático en la Universidad Mayor de San Andrés (UMSA).

### Embajador de Bolivia en Cuba (2021-2022)
El Presidente de Bolivia Luis Arce Catacora decide designar al economista Eduardo Pardo de 68 años de edad como el nuevo embajador de Bolivia en Cuba. El 21 de julio de 2021, la Cámara de Senadores de Bolivia aprobó también en sesión reservada, el nombramiento de Pardo como diplomático plenipotenciario en La Habana.

### Fallecimiento
El 13 de febrero de 2022, la Cancillería de Bolivia y mediante un comunicado oficial, informó ante toda la opinión pública del país sobre el lamentable fallecimiento del embajador boliviano en Cuba a sus 68 años de edad luego de semanas de lucha por recuperarse de su delicado estado de salud contra una enfermedad. En la historia diplomática boliviana, Eduardo Pardo se ha convertido en el segundo embajador boliviano que fallece en la ciudad de La Habana pues cabe recordar que en marzo de 2003 (19 años antes) falleció también el embajador boliviano Ramiro Velasco Romero (1938-2003) en la capital cubana mientras se desempeñaba en el cargo diplomático.